# Archaeopterygiformes
A Archaeopterygiformes é uma ordem de aves primitivas que viveram no Jurássico e possivelmente no Cretáceo. Inclui um das mais antigas e bem conhecidas aves fósseis, o Archaeopteryx. Distingue-se das demais aves, pela redução do esquamosal, ausência de pigóstilo, carpo e metacarpo livres (não fusionados), e vértebras caudais bastante alongadas.

## Taxonomia
A ordem Archaeopterygiformes contêm apenas uma família, a Archaeopterygidae. Cinco gêneros são tradicionalmente descritos para essa família: Archaeopteryx, Jurapteryx, Wellnhoferia, Proornis, e Protarchaeopteryx.
Apesar do Protarchaeopteryx ter sido descrito nessa família , muitos paleontologistas atualmente, o consideram mais primitivo que o Archaeopteryx, classificando-o como um dinossauro ovirraptossauriano . Os gêneros Jurapteryx e Wellnhoferia são atualmente considerados sinônimos do Archaeopteryx . As relações do gênero Proornis ainda não estão bem esclarecidas, sendo seu grau de parentesco oscilando entre o Confuciusornis e o Archaeopteryx . O gênero Jinfengopteryx também descrito como um Archaeopterygídeo , é hoje considerado como pertencente a família Troodontidae .

## Ligações Externas
- Mikko's Haaramo Phylogeny
- The Paleobiology Database